# Cybaeus culter
Espèce
Cybaeus culter est une espèce d'araignées aranéomorphes de la famille des Cybaeidae.

## Distribution
Cette espèce est endémique de Corée du Sud. Elle se rencontre sur le mont Samdongsan au Gangwon.

## Description
Le mâle holotype mesure 4,94 mm.

## Publication originale
- Lee, Yoo & Kim, 2021 : « Four new epigean spiders of the genus Cybaeus (Araneae: Cybaeidae) from South Korea. » Zootaxa, no 4966(4), p. 458-468.